# Élections législatives de 1902 en Charente-Inférieure
 (octobre 2020).
Si vous disposez d'ouvrages ou d'articles de référence ou si vous connaissez des sites web de qualité traitant du thème abordé ici, merci de compléter l'article en donnant les références utiles à sa vérifiabilité et en les liant à la section « Notes et références ».
Les élections législatives de 1902 ont eu lieu les 27 avril et 11 mai 1902.

## Élus
|   | Circonscription     | Député sortant       |  | Groupe parlementaire | Député élu           |  | Groupe parlementaire |
| - | ------------------- | -------------------- |  | -------------------- | -------------------- |  | -------------------- |
| 1 | Jonzac              | Léon Pommeray        |  | Union progressiste   | Fernand Larquier     |  | Union démocratique   |
| 2 | Marennes            | Frédéric Garnier     |  | Union progressiste   | Frédéric Garnier     |  | Union démocratique   |
| 3 | Rochefort           | Henri Rieunier       |  | Action libérale      | Ernest Braud         |  | Gauche radicale      |
| 4 | La Rochelle         | Edouard Charruyer    |  | Gauche démocratique  | Edouard Charruyer    |  | Gauche radicale      |
| 5 | 1re de Saintes      | Jean-Octave Lauraine |  | Gauche démocratique  | Jean-Octave Lauraine |  | Gauche radicale      |
| 6 | 2e de Saintes       | Gabriel Denis        |  | Non inscrit          | Gabriel Denis        |  | Non inscrit          |
| 7 | Saint-Jean d'Angély | Louis Roy de Loulay  |  | Action libérale      | Eugène Réveillaud    |  | Gauche radicale      |

## Résultats à l'échelle du département
| Partis         | Partis                                           | Premier tour | Premier tour | Deuxième tour | Deuxième tour | Sièges |
| Partis         | Partis                                           | Voix         | %            | Voix          | %             | Sièges |
| -------------- | ------------------------------------------------ | ------------ | ------------ | ------------- | ------------- | ------ |
|                | Parti républicain, radical et radical-socialiste | 31 642       | 31,02        | 18 848        | 53,08         | 4      |
|                | Républicain progressiste ministériel             | 25 551       | 25,05        |               |               | 3      |
|                | Parti nationaliste                               | 16 612       | 16,28        | 0             |               |        |
|                | Ralliés                                          | 15 882       | 15,57        | 10 365        | 29,19         | 0      |
|                | Radicaux                                         | 5 872        | 5,76         | 5 991         | 16,87         | 0      |
|                | Républicain progressiste antiministériel         | 4 663        | 4,57         |               |               | 0      |
|                | Socialistes                                      | 1 342        | 1,32         | 0             |               |        |
|                | Divers                                           | 456          | 0,45         | 302           | 0,85          | 0      |
|                |                                                  |              |              |               |               |        |
| Inscrits       | Inscrits                                         | 144 442      | 100,00       | 45 074        | 100,00        | 7      |
| Votants        | Votants                                          | 106 685      | 73,86        | 35 717        | 79,24         |        |
| Abstentions    | Abstentions                                      | 37 757       | 26,14        | 9 357         | 20,76         |        |
| Blancs et nuls | Blancs et nuls                                   | 4 665        | 4,37         | 211           | 0,59          |        |
| Exprimés       | Exprimés                                         | 102 020      | 95,63        | 35 506        | 99,41         |        |
|                |                                                  |              |              |               |               |        |
|                | Bloc des gauches ministériels                    | 64 407       | 63,13        | 24 839        | 69,96         | 7      |
|                | Oppositions antiministérielles                   | 37 157       | 36,42        | 10 365        | 29,19         | 0      |

## Résultats par arrondissement

### Arrondissement de Jonzac
| Candidats      | Candidats               | Étiquette                            | Premier tour | Premier tour | Deuxième tour | Deuxième tour |
| Candidats      | Candidats               | Étiquette                            | Voix         | %            | Voix          | %             |
| -------------- | ----------------------- | ------------------------------------ | ------------ | ------------ | ------------- | ------------- |
|                | Samuel-Maurice Marchand | PN                                   | 7 856        | 41,23        | 10 179        | 50,02         |
|                | Léon Pommeray           | Républicain progressiste ministériel | 7 224        | 37,91        | 10 172        | 49,98         |
|                | Docteur Grangé          | Républicain progressiste ministériel | 3 126        | 16,40        | Retrait       | Retrait       |
|                | Honoré Chauvin          | Républicain progressiste ministériel | 767          | 4,02         | Retrait       | Retrait       |
|                | Louis Fournier          | POF                                  | 83           | 0,44         |               |               |
|                |                         |                                      |              |              |               |               |
| Inscrits       | Inscrits                | Inscrits                             | 24 659       | 100,00       | 24 675        | 100,00        |
| Votants        | Votants                 | Votants                              | 19 924       | 78,24        | 20 707        | 83,92         |
| Abstention     | Abstention              | Abstention                           | 5 365        | 21,76        | 3 968         | 16,08         |
| Blancs et nuls | Blancs et nuls          | Blancs et nuls                       | 236          | 4,36         | 356           | 1,72          |
| Exprimés       | Exprimés                | Exprimés                             | 19 056       | 95,64        | 20 351        | 98,28         |

#### L'annulation de l'élection de Marchand, le 30 juin 1902, a donné lieu à l'élection du 7 septembre 1902
| Candidats      | Candidats               | Étiquette                            | Premier tour | Premier tour |
| Candidats      | Candidats               | Étiquette                            | Voix         | %            |
| -------------- | ----------------------- | ------------------------------------ | ------------ | ------------ |
|                | Fernand Larquier        | Républicain progressiste ministériel | 10 407       | 52,78        |
|                | Samuel-Maurice Marchand | PN                                   | 9 288        | 47,10        |
|                | Divers                  | Divers                               | 24           | 0,12         |
|                |                         |                                      |              |              |
| Inscrits       | Inscrits                | Inscrits                             | 24 596       | 100,00       |
| Votants        | Votants                 | Votants                              | 19 829       | 80,62        |
| Abstention     | Abstention              | Abstention                           | 4 767        | 19,38        |
| Blancs et nuls | Blancs et nuls          | Blancs et nuls                       | 110          | 0,55         |
| Exprimés       | Exprimés                | Exprimés                             | 19 719       | 99,45        |

### Arrondissement de Marennes
| Candidats      | Candidats        | Étiquette                            | Premier tour | Premier tour |
| Candidats      | Candidats        | Étiquette                            | Voix         | %            |
| -------------- | ---------------- | ------------------------------------ | ------------ | ------------ |
|                | Frédéric Garnier | Républicain progressiste ministériel | 8 415        | 63,73        |
|                | Ernest Renauld   | PN                                   | 4 751        | 35,98        |
|                | Florimond Fray   | POF                                  | 39           | 0,29         |
|                |                  |                                      |              |              |
| Inscrits       | Inscrits         | Inscrits                             | 17 522       | 100,00       |
| Votants        | Votants          | Votants                              | 13 507       | 77,09        |
| Abstention     | Abstention       | Abstention                           | 4 015        | 22,91        |
| Blancs et nuls | Blancs et nuls   | Blancs et nuls                       | 302          | 2,24         |
| Exprimés       | Exprimés         | Exprimés                             | 13 205       | 97,76        |

### Arrondissement de Rochefort
| Candidats      | Candidats       | Étiquette                                 | Premier tour | Premier tour | Deuxième tour | Deuxième tour |
| Candidats      | Candidats       | Étiquette                                 | Voix         | %            | Voix          | %             |
| -------------- | --------------- | ----------------------------------------- | ------------ | ------------ | ------------- | ------------- |
|                | Ernest Braud    | PRRRS                                     | 7 361        | 49,58        | 8 235         | 57,62         |
|                | Bugeau          | Républicain progressiste anti-ministériel | 3 890        | 26,20        | Retrait       | Retrait       |
|                | Martineau-César | Radical                                   | 2 200        | 14,82        | 5 991         | 41,92         |
|                | Poinferré       | Socialiste                                | 1 342        | 9,04         | Retrait       | Retrait       |
|                | J. Desauvage    | POF                                       | 53           | 0,36         | 66            | 0,46          |
|                |                 |                                           |              |              |               |               |
| Inscrits       | Inscrits        | Inscrits                                  | 20 313       | 100,00       | 20 313        | 100,00        |
| Votants        | Votants         | Votants                                   | 15 043       | 74,06        | 14 493        | 71,35         |
| Abstention     | Abstention      | Abstention                                | 5 270        | 25,94        | 5 820         | 28,65         |
| Blancs et nuls | Blancs et nuls  | Blancs et nuls                            | 197          | 1,31         | 201           | 1,39          |
| Exprimés       | Exprimés        | Exprimés                                  | 14 846       | 98,69        | 14 292        | 98,61         |

### Arrondissement de La Rochelle
| Candidats      | Candidats         | Étiquette      | Premier tour | Premier tour |
| Candidats      | Candidats         | Étiquette      | Voix         | %            |
| -------------- | ----------------- | -------------- | ------------ | ------------ |
|                | Édouard Charruyer | PRRRS          | 9 482        | 96,93        |
|                | Divers            | Divers         | 300          | 3,07         |
|                |                   |                |              |              |
| Inscrits       | Inscrits          | Inscrits       | 23 814       | 100,00       |
| Votants        | Votants           | Votants        | 12 799       | 53,75        |
| Abstention     | Abstention        | Abstention     | 11 015       | 46,25        |
| Blancs et nuls | Blancs et nuls    | Blancs et nuls | 3 017        | 23,57        |
| Exprimés       | Exprimés          | Exprimés       | 9 782        | 76,43        |

### Arrondissement de Saintes

#### 1recirconscription
| Candidats      | Candidats            | Étiquette                                 | Premier tour | Premier tour |
| Candidats      | Candidats            | Étiquette                                 | Voix         | %            |
| -------------- | -------------------- | ----------------------------------------- | ------------ | ------------ |
|                | Jean-Octave Lauraine | PRRRS                                     | 7 733        | 69,69        |
|                | Goujut               | PN                                        | 2 573        | 23,19        |
|                | Dauphin              | Républicain progressiste anti-ministériel | 773          | 6,97         |
|                | Divers               | Divers                                    | 18           | 0,16         |
|                |                      |                                           |              |              |
| Inscrits       | Inscrits             | Inscrits                                  | 16 736       | 100,00       |
| Votants        | Votants              | Votants                                   | 11 755       | 70,24        |
| Abstention     | Abstention           | Abstention                                | 4 981        | 29,76        |
| Blancs et nuls | Blancs et nuls       | Blancs et nuls                            | 658          | 5,60         |
| Exprimés       | Exprimés             | Exprimés                                  | 11 097       | 94,40        |

#### 2ecirconscription
| Candidats      | Candidats       | Étiquette                            | Premier tour | Premier tour |
| Candidats      | Candidats       | Étiquette                            | Voix         | %            |
| -------------- | --------------- | ------------------------------------ | ------------ | ------------ |
|                | Gabriel Denis   | Républicain progressiste ministériel | 6 729        | 50,45        |
|                | Gabriel Dufaure | Rallié                               | 6 602        | 49,50        |
|                | Divers          | Divers                               | 6            | 0,04         |
|                |                 |                                      |              |              |
| Inscrits       | Inscrits        | Inscrits                             | 16 700       | 100,00       |
| Votants        | Votants         | Votants                              | 13 579       | 81,31        |
| Abstention     | Abstention      | Abstention                           | 3 121        | 18,69        |
| Blancs et nuls | Blancs et nuls  | Blancs et nuls                       | 242          | 1,78         |
| Exprimés       | Exprimés        | Exprimés                             | 13 337       | 98,22        |

### Arrondissement de Saint-Jean d'Angély
| Candidats      | Candidats           | Étiquette      | Premier tour | Premier tour | Deuxième tour | Deuxième tour |
| Candidats      | Candidats           | Étiquette      | Voix         | %            | Voix          | %             |
| -------------- | ------------------- | -------------- | ------------ | ------------ | ------------- | ------------- |
|                | Louis Roy de Loulay | Rallié         | 9 280        | 46,32        | 10 365        | 48,86         |
|                | Eugène Réveillaud   | PRRRS          | 7 066        | 35,27        | 10 613        | 50,03         |
|                | Jean Guillaud       | Radical        | 3 672        | 18,33        | Retrait       | Retrait       |
|                | Divers              | Divers         | 16           | 0,08         | 236           | 1,11          |
|                |                     |                |              |              |               |               |
| Inscrits       | Inscrits            | Inscrits       | 24 761       | 100,00       | 24 761        | 100,00        |
| Votants        | Votants             | Votants        | 20 173       | 81,47        | 21 224        | 85,72         |
| Abstention     | Abstention          | Abstention     | 4 588        | 18,53        | 3 537         | 14,28         |
| Blancs et nuls | Blancs et nuls      | Blancs et nuls | 139          | 0,69         | 10            | 0,05          |
| Exprimés       | Exprimés            | Exprimés       | 20 034       | 99,31        | 21 214        | 99,95         |